# Rosenovo, Dobrici
Rosenovo (în bulgară Росеново, în română Carasinan) este un sat în comuna Dobricika, regiunea Dobrici, Dobrogea de Sud, Bulgaria. 
Între anii 1913-1940 a făcut parte din plasa Ezibei a județului Caliacra, România.

## Demografie
Componența etnică a satului Rosenovo
     Bulgari (45,23%)
     Romi (40,81%)
     Nicio identificare (13,94%)
     Altele (0%)
La recensământul din 2011, populația satului Rosenovo era de 294 locuitori. Nu există o etnie majoritară, locuitorii fiind bulgari (45,23%) și romi (40,81%). Pentru 13,94% din locuitori nu este cunoscută apartenența etnică.

## Vezi și
- Bătălia de la Dobrici (1916)